# Juan Álvarez de Sisternes
Juan de Álvarez-Cuevas y de Sisternes, más conocido como Juan Álvarez de Sisternes (Villafranca del Panadés, 21 de febrero de 1873-Cervelló, 20 de agosto de 1936), fue un jurista y político español, alcalde de Villafranca del Panadés entre 1925 y 1930.
Su figura es conocida por haber sido el último enterrado en el Valle de los Caídos, en 1983.

## Biografía

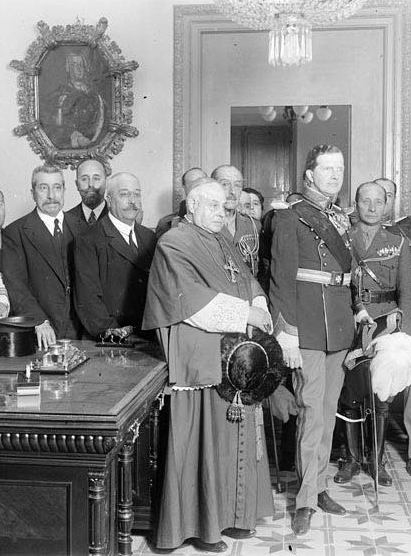
Juan Álvarez de Sisternes junto al infante Fernando de Baviera en el Ayuntamiento de Villafranca del Panadés (1929).

Nació el 21 de febrero de 1873 en Villafranca del Panadés, en el seno de una familia perteneciente a la nobleza. Fue hijo de Luis de Álvarez-Cuevas y de Verdaguer y de Clemencia de Sisternes y Esteve, y primo de Manuel de Álvarez-Cuevas y Olivella, concejal y teniente de alcalde del Ayuntamiento de Barcelona y señor del Palacio Real de Villafranca.
Juan Álvarez de Sisternes estudió la carrera de Derecho y fue el encargado del archivo municipal de Villafranca. 
Durante el gobierno de Miguel Primo de Rivera fue alcalde de Villafranca del Panadés como dirigente del partido Unión Patriótica. De su etapa al frente de la alcaldía es destacable la visita del infante Fernando de Baviera en 1929, el pavimentado de gran parte de las calles del centro del municipio y la restauración de la Iglesia de San Juan de la Orden de Malta.
Al estallar la Guerra Civil, Juan Álvarez de Sisternes se encontraba escondido en la casa de su hermana en Barcelona, donde fue detenido el 3 de agosto de 1936 por los comandos de milicianos de la CNT y de Esquerra Republicana, especializados en la represión de todo lo relacionado con el catolicismo en Cataluña.
Juan Álvarez de Sisternes permaneció torturado en un calabozo de Villafranca del Panadés, hasta que el día 20 de agosto fue ejecutado de un tiro en la cabeza en la zona del puente del Lledoner, en la comarca del Bajo Llobregat. Su cuerpo sin vida fue enterrado en una fosa en Vallirana para de allí trasladarlo, una vez finalizada la guerra, al panteón que se construyó en honor de las víctimas de la represión republicana en el cementerio municipal de Villafranca del Panadés.
Durante el franquismo, una de las plazas principales de Villafranca llevó el nombre de Juan Álvarez de Sisternes (en esta plaza se encontraba la casa señorial de su familia que fue saqueada durante la contienda), hasta que en 1980 se le cambió el nombre por Plaza de la Constitución.  
En 1983, los familiares decidieron trasladar sus restos al Valle de los Caídos, convirtiéndose en el último enterrado en la basílica. 
El 21 de enero de 1947 fue colocado un retrato suyo en el salón de plenos del Ayuntamiento de Villafranca, con motivo del octavo aniversario de la entrada de las tropas nacionales en la ciudad. El autor del cuadro fue José Rovira y Soler. 
Antonio Sabaté y Mill, cronista de Villafranca, escribió lo siguiente sobre Juan Álvarez de Sisternes: 

Por aquellos años, nuestro alcalde era un hombre ya entrado en edad, de mediana estatura, de complexión robusta y de natural campechanía, si bien algo distante y sin concesiones a la popularidad. El señor Álvarez era el señor Álvarez, y santaspascuas.

| Predecesor: Joan Hill y Ferret | Alcalde de Villafranca del Panadés 1925-1930 | Sucesor: Alexandre Borruel y Panzano |